# Bångån
Bångå is een van de (relatief) kleine rivieren op het Zweedse eiland Gotland. In tegenstelling tot de twee grotere rivieren Gothemsån en Snoderån wordt het niet apart genoemd in de lijst van afwateringsrivieren in Zweden, terwijl het noch tot het een noch tot het andere behoort. Het riviertje begint in het noordoosten van Gotland, stroomt zuidwaarts naar en door het Fardumeträsk en mondt uiteindelijk bij Hide nabij Slite in de Oostzee. Het riviertje is circa 15 km lang.